# Carolina (Carolina)
Carolina es un barrio-pueblo ubicado en el municipio de Carolina en el estado libre asociado de Puerto Rico. En el Censo de 2010 tenía una población de 1201 habitantes y una densidad poblacional de 6.101,43 personas por km².

## Geografía
Carolina se encuentra ubicado en las coordenadas 18°22′54″N 65°57′25″O / 18.38167, -65.95694. Según la Oficina del Censo de los Estados Unidos, Carolina tiene una superficie total de 0.2 km², que corresponden a tierra firme.

## Demografía
Según el censo de 2010, había 1201 personas residiendo en Carolina. La densidad de población era de 6.101,43 hab./km². De los 1201 habitantes, Carolina estaba compuesto por el 47.96% blancos, el 36.47% eran afroamericanos, el 1.75% eran amerindios, el 0.5% eran asiáticos, el 9.58% eran de otras razas y el 3.75% pertenecían a dos o más razas. Del total de la población el 99.25% eran hispanos o latinos de cualquier raza.